# Rod Serling
Rodman Edward "Rod" Serling (Syracuse, 25 de dezembro de 1924 — Rochester, 28 de junho de 1975) foi um roteirista norte-americano, criador da série The Twilight Zone (no Brasil, Além da Imaginação, em Portugal, A Quinta Dimensão).

## Biografia
Começou a escrever a série logo que retornou da Segunda Guerra Mundial. Ele havia lutado nas Filipinas e foi ferido por estilhaços de granada.
Seus primeiros empregos foram em Chicago como roteirista de rádio, mas logo se transformaria em um fenômeno, colaborando com estúdios de cinema e TV, ganhando vários prêmios Emmy (Oscar da TV norte-americana), até virar um nome nacionalmente conhecido com a criação de Além da Imaginação, em 1959. Depois do fim da série, em 1964, Rod Serling trabalhou em O Planeta dos Macacos até criar o seriado Night Galery (Galeria do Terror), que tinha como gancho para a apresentação das histórias quadros expostos numa galeria. Um dos episódios, Eyes, sobre uma mulher cega, foi o primeiro filme dirigido por Steven Spielberg. Nos anos 70 diminuiu o interesse pela escrita, pois estava passando por um forte stress. Os vários anos de fumo ocasionaram vários problemas cardíacos. Morreu em 1975 de complicações em razão de uma operação de ponte de safena.

## Trabalhos selecionados

### Filmografia
- 1953: Old MacDonald Had a Curve (Kraft Television Theatre)
- 1955: Patterns (Kraft Television Theatre)
- 1956: The Arena (Studio One)
- 1956: Requiem for a Heavyweight (Playhouse 90)
- 1957: The Comedian (Playhouse 90)
- 1958: Bomber's Moon (Playhouse 90)
- 1958: A Town Has Turned to Dust
- 1958: Saddle the Wind
- 1958: The Velvet Alley
- 1959–64: The Twilight Zone (Série de TV)
- 1960: The Man in the Funny Suit
- 1962: Requiem for a Heavyweight
- 1963: The Yellow Canary
- 1964: Seven Days in May
- 1964: A Carol for Another Christmas (Filme para TV)
- 1965-66: The Loner (Série de TV)
- 1966: The Doomsday Flight (Filme para TV)
- 1968: Planet of the Apes (co-escrito por Michael Wilson)
- 1968–75: The Undersea World of Jacques Cousteau (Série de TV; narrador)
- 1970–73: Night Gallery (Série de TV)
- 1972: The Man (história e roteiro)
- 1974: UFOs: Past, Present, and Future (documentário)
- 1974: Phantom of the Paradise (narrador)
- 1975: Encounter with the Unknown (narrador)
- 1994: Rod Serling's Lost Classics
- 2000: A Storm in Summer (1970)

### Livros
- Stories from the Twilight Zone, Bantam (Nova York City), 1960
- More Stories from the Twilight Zone, Bantam, 1961
- New Stories from the Twilight Zone, Bantam, 1962
- From the Twilight Zone, Doubleday (Garden City, NJ), 1962
- Requiem for a Heavyweight: A Reading Version of the Dramatic Script, Bantam, 1962
- Rod Serling's Triple W: Witches, Warlocks and Werewolves; A Collection,(Editor)  Bantam, 1963
- The Season to Be Wary (3 novellas, "Escape Route", "Color Scheme", and "Eyes"), Little, Brown (Boston, MA), 1967
- Devils and Demons: A Collection, Bantam, 1967 (Editor e autor da introdução)
- Night Gallery, Bantam, 1971
- Night Gallery 2, Bantam, 1972
- Rod Serling's Other Worlds,(Editor) Bantam, 1978

## Premiações e honrarias

### Prêmios
| Ano  | Premiação                      | Categoria                             | Filme ou série                                |
| ---- | ------------------------------ | ------------------------------------- | --------------------------------------------- |
| 1955 | Emmy                           | Melhor Roteirista Original            | Patterns                                      |
| 1955 | Emmy                           | Indicação                             | Climax!                                       |
| 1956 | Emmy                           | Melhor Roteirista                     | Requiem for a Heavyweight                     |
| 1956 | Prêmio Peabody                 | Reconhecimento por Roteiro            | Requiem for a Heavyweight                     |
| 1956 | Writers Guild of America Award | Melhor Drama de 1 Hora                | Requiem for a Heavyweight                     |
| 1957 | Prêmio Christopher             |                                       | Requiem for a Heavyweight                     |
| 1956 | Writers Guild of America Award | Melhor Drama de 1 Hora                | A Town Has Turned to Dust                     |
| 1959 | Emmy                           | Melhor Roteirista                     | The Comedian                                  |
| 1960 | Emmy                           | Melhor Realização de Roteiro em Drama | The Twilight Zone                             |
| 1960 | Emmy                           | Indicação                             | A Town Has Turned to Dust                     |
| 1960 | Hugo                           |                                       | The Twilight Zone                             |
| 1961 | Emmy                           | Melhor Realização de Roteiro em Drama | The Twilight Zone                             |
| 1961 | Hugo                           |                                       | The Twilight Zone                             |
| 1962 | Globo de Ouro                  | Melhor Estrela de TV Masculino        | The Twilight Zone                             |
| 1962 | Hugo                           |                                       | The Twilight Zone                             |
| 1963 | Emmy                           | Melhor Realização de Roteiro em Drama | It's Mental Work                              |
| 1964 | Writers Guild of America Award | Indicação                             | Seven Days in May                             |
| 1965 | Globo de Ouro                  | Melhor Direção                        | The Twilight Zone                             |
| 1970 | Prêmio Edgar Allan Poe         | Edgar Especial                        | Best episode of a TV séries for Night Gallery |
| 1971 | Prêmio Christopher             |                                       |                                               |
| 2001 | Daytime Emmy Award             | Indicação (póstuma)                   | Writing For A Children/Youth/Family Special   |

### Honrarias
Rod Serling foi introduzido, postumamente, no Hall da Fama da Televisão, em 1985.
Uma estrela em sua honra foi colocada na Calçada da Fama, no 6 840 Hollywood Blvd.